# Місце розстрілу 6 комуністів (13 вересня 1941 року)
Місце розстрілу 6 комуністів (13 вересня 1941 року) знаходиться по вулиці Половецькій, 13, в Інгулецькому районі м. Кривий Ріг. меморіальна таблиця зберігається у музеї ВАТ «Інгулецький гірничо-збагачувальний комбінат» за адресою: пр. Перемоги, 2а.

## Передісторія
Пам’ятка пов’язана з подіями другої світової війни. Влітку 1941 року під час окупації селища Інгулець німецькою поліцією були заарештовані 6 робітників-комуністів рудника «Інгулець». 13 вересня 1941 року всі шість затриманих були розстріляні біля будівлі рудоуправління «Інгулець». Загиблі поховані у братській могилі (пам’ятка з охоронним номером 1672). У 1945 році на місці розстрілу встановлено меморіальну мармурову дошку. Реконструкція проведена місцевими майстрами у 1967 році. 
Рішенням Дніпропетровського облвиконкому від 08.08.1970 р. № 618 місце розстрілу 6 комуністів взято на державний облік з охоронним номером 1659.
У 1999 році у зв'язку з аварійним станом будівлі меморіальна дошка була демонтована. 
Наприкінці 2009 р. будівля рудоуправління «Інгулець» була знесена. Станом на 2017 рік меморіальна дошка зберігається у музеї ВАТ «Інгулецький ГЗК».

## Пам’ятка
Меморіальна дошка виготовлена з мармуру. Розміщувалась на стіні одноповерхової цегляної будівлі. Кріпилась за допомогою чотирьох болтів. На дошці українською мовою в 11 рядків великими і маленькими літерами: «Тут 13.IX.1941 р. / Розстріляні німецько / – фашистськими убивцями / робітники комуністи / рудника Інгулець / Архипенко Аврам Данилович 1888 р. / Пивовар Іван Калинович 1897 р. / Похил Микола Федорович 1880 р. / Котолуп Степан Прокопович 1914 р. / Сахно Іван Федорович 1914 р. / Цельман Фрідріх Мартинович 1886 р.». Напис виконано контррельєфом, пофарбований у золотий колір.